# 大风子属
大风子属（学名：Hydnocarpus）是大风子科下的一个属，为乔木植物。该属共有约40种，分布于印度、马来西亚。
属名Hydnocarpus源于希腊语hydnon（一种真菌名）和karpos（果）的合成词，指本属植物果似hydnon真菌。

## 物种
本属包括以下物种：
- Hydnocarpus alpina
- 大叶龙角 Hydnocarpus annamensis
- 泰国大风子 Hydnocarpus anthelminthicus
- 印度大风子 Hydnocarpus kurzii
- 海南大风子 Hydnocarpus hainanensis